# Люк Дюкалкон
Люк Дюкалкон (фр. Luc Ducalcon 2 січня, 1984 у містечку Ла-Фер, Франція). Стовп (англ. Pilier) національної збірної Франції з регбі та гравець клубу Кастр Олімпік, що виступає в Топ 14 .